# 급성
약리학에서 급성(急性) 질병은 두 가지 뜻을 가질 수 있다:
1. 빠른 발병
2. 짧은 과정 (만성과 반대)

중증 급성 호흡기 증후군, 급성 백혈병과 같이 기존의 이름에 통합하여 형용사로 붙이는 경우가 많다. "급성"이라는 용어는 이와 특징이 다른 "위중한"이라는 뜻과 자주 헷갈리기도 한다.

## 같이 보기
- 만성